# Eytan Stibbe
Eytan Stibbe (vollständig: Eytan Meir Stibbe hebräisch איתן מאיר סטיבֶּה; * 12. Januar 1958 in Haifa, Israel) ist ein Kampfpilot und Oberst der israelischen Luftwaffe, Unternehmer, Philanthrop und der zweite Raumfahrer seines Landes.

## Kindheit und Jugend
Stibbes Vater war Boden- und Wasserforscher am Volcani Institute in Rechovot, seine Mutter arbeitete als Sozialarbeiterin in einer psychiatrischen Klinik. Seine Eltern lernten sich in den Niederlanden kennen und wanderten 1953 nach Israel ein. Stibbe besuchte die Blich High School in Ramat Gan.

## Militär
Nach Beendigung seiner Schulzeit leistete er von 1976 bis 1984 seinen Militärdienst bei den Israelischen Verteidigungsstreitkräften. Hier diente er bei den Israelischen Luftstreitkräften, wo er eine Ausbildung zum Kampfpiloten machte. Stibbe flog Erdkampfflugzeuge, Jagdflugzeuge, eine Douglas A-4, eine McDonnell F-4 und eine F-16. Er nahm als Kampfpilot am Libanonkrieg 1982 teil. Während seiner Einsätze gelang ihm der Abschuss mehrerer feindlicher Flugzeuge, wofür er ausgezeichnet wurde. Stibbe erreichte den Rang eines Obersts.
Von 2013 bis 2019 arbeitete Stibbe als Fluglehrer bei der IAF-Flugakademie.

## Wirtschaft
Nach seiner Armeezeit arbeitete Stibbe als Berater für Israel Aerospace Industries. Hier war er an der Entwicklung des israelischen Kampfflugzeuges IAI Lavi beteiligt. 1985 war er Mitbegründer der LR-Gruppe. Diese Gruppe beschäftigte sich mit dem Verkauf von Militärausrüstung, einschließlich des Einsatzes von Luftverteidigungs- und Marinesystemen, der Schaffung von Infrastrukturen in Entwicklungsländern und der Gestaltung von Flughäfen, dem Betrieb von Mobilfunk- und Satellitenkommunikation, der Entwicklung der Landwirtschaft und der Gründung von Jugendsiedlungen.
Stibbe war bei der LR Group für die Entwicklung eines Systems zur Finanzierung internationaler Projekte in Zusammenarbeit mit Banken und internationalen Institutionen verantwortlich. 2011 beendete er seine Tätigkeit im Unternehmen und verkaufte seinen Anteil in Höhe von 33 %. 2012 kaufte er 35 % der Aktien der Firma Mitrali, die sich auf ähnliche Bereiche wie die LR Group spezialisierte. Er verließ das Unternehmen 2018 und verkaufte seine Beteiligung.
Aufgrund seiner Erfahrungen im Bereich Infrastrukturentwicklung in vielen Ländern der Welt engagierte sich Stibbe auf dem Gebiet der Verbesserung der Situation der Unterprivilegierten, insbesondere in Entwicklungsländern. Zu diesem Zweck gründete er 2010 den Vital Capital Fund, der sich auf die Zusammenarbeit mit internationalen Organisationen für die Entwicklung von Ländern der Dritten Welt, hauptsächlich auf dem afrikanischen Kontinent, konzentriert. Die Investitionen des Fonds sollen das wirtschaftliche, persönliche und soziale Wohlergehen der Unterprivilegierten verbessern und gleichzeitig Gewinne bringen. Der Fonds investiert in industrielle Landwirtschaft und Nahrungsmittelproduktion, bezahlbaren Wohnraum und städtische Infrastruktur, Krankenhäuser, erneuerbare Energien, Wasser- und Abwasserbehandlungssysteme. So erhielten erstmals Millionen von Menschen aus benachteiligten Gemeinden in Afrika grundlegende Dienstleistungen wie gereinigtes Trinkwasser, Strom und medizinische Versorgung. Seit seiner Gründung hat sich der Fonds internationale Anerkennung als Meinungsführer und Pionier im Bereich Impact Investing erworben.
Stibbe ist über den Vital Capital Fund Partner und Geldgeber des Weltwirtschaftsforums.
Er investiert in die Krebsforschung, in E-Learning zur Verbesserung der studentischen Ausbildung und in Maßnahmen zum Klimaschutz.

## Philanthropie
2010 war Stibbe Mitbegründer der Ramon Foundation, gegründet von der Kosmonautenwitwe Rona Ramon, ihren Familienmitgliedern und führenden Persönlichkeiten der israelischen Gesellschaft. Seit ihrer Gründung begleitet Stibbe die Bildungsaktivitäten der Stiftung und wurde Mitglied des Vorstands. Die Stiftung ist Partner in Programmen für soziale Unternehmen, darunter Kiryat Adam in Lod, ein Bildungs-, Forschungs- und Behandlungszentrum, das Bewohnern der Stadt psychologische Unterstützung bietet, ein Erinnerungsprojekt an den Holocaust und ein Zentrum für afrikanische Studien an der Ben-Gurion-Universität im Negev.
Die Familie Stibbe gründete die Firma Anata, die soziale und pädagogische Projekte zur Hilfe für Flüchtlingskinder, Vorbereitungsschulen, Krankenhäuser, akademische Programme, Stipendien, Forschungsprogramme finanziell und rechtlich unterstützt.
Eytan Stibbe ist Mitglied des Lenkungsausschusses des Kuratoriums der Universität Haifa und wurde 2016 zum Ehrenmitglied der Hebräischen Universität Jerusalem ernannt.
In seinem Büro in Tel Aviv gründete er die Galerie für afrikanische Studien. Sie veranstaltet Ausstellungen, über afrikanische Kunst, die Geschichte des Kontinents und seine Bewohner. Die Galerie beteiligt sich an gemeinsamen Projekten mit der Bezalel Academy of Arts and Design und dem Shenkar College.

## Raumfahrt

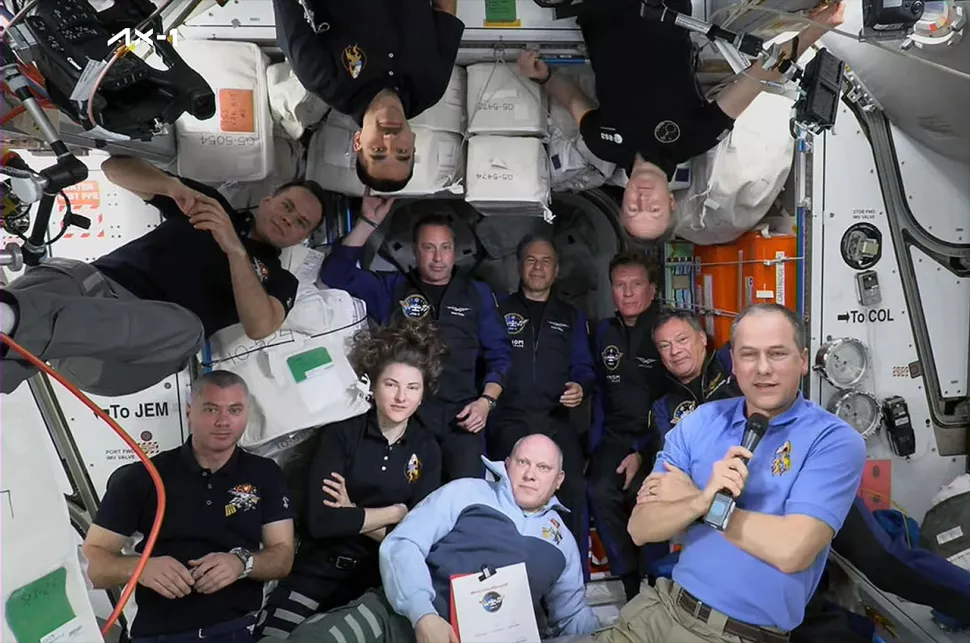
9. April 2022, 11 Raumfahrer auf der ISS: Von links nach rechts: Untere Reihe: Denis Matwejew, Kayla Barron, Oleg Artemjew, Tom Marshburn; mittlere Reihe: Mark Pathy, Eytan Stibbe, Larry Connor, Michael Lopez-Alegria; obere Reihe: Sergei Korsakow, Raja Chari, Matthias Maurer

Eytan Stibbe wurde 2020 als Teilnehmer des Raumfluges zur Internationalen Raumstation (ISS) Axiom Mission 1 ausgewählt. Der Flug fand in einer Dragon 2 der Firma SpaceX statt. Trägerrakete war eine Falcon 9. Dieser Raumflug war privat und kommerziell. Die Teilnehmer zahlten den Flugpreis von 55 Millionen Dollar selbst. Es handelte sich jedoch nicht um reinen Tourismus. Auf dem Flug sollten auch einige wissenschaftliche Experimente von den Teilnehmern gemacht werden. Zusammen mit Stibbe nahmen Michael Eladio López-Alegría als Kommandant der Mission, Larry Connor und Mark Pathy an der Mission teil. Die Israel Space Agency gab der Mission den Namen Rakia (hebräisch רקיע ‚Firmament‘).
Der Flug startete am 8. April 2022 um 17:17 Mitteleuropäische Sommerzeit (MESZ) (= 15:17 UTC). Am 9. April 2022 um 14:29 MESZ (= 12:29 UTC), nach ungefähr 21-stündigem Flug, dockte das Raumschiff an der ISS an. Um 16:13 MESZ (= 14:13 UTC) betrat Stibbe zusammen mit seinen drei Mannschaftskollegen die ISS.
Die vier Neuankömmlinge wurden von der Mannschaft der ISS begrüßt. Diese Mannschaft bestand zu diesem Zeitpunkt aus den sieben Raumfahrern Oleg Germanowitsch Artemjew, Kayla Barron, Raja Chari, Sergei Wladimirowitsch Korsakow, Thomas Marshburn, Denis Wladimirowitsch Matwejew und Matthias Maurer. In einer kurzen Zeremonie wurden die drei Erst-Flieger im Weltraum, Stibbe, Connor und Pathy, als die neuesten Raumfahrer der Welt gekennzeichnet. Stibbe sagte zur Begrüßung einige Worte auf Hebräisch.
Die Teilnehmer sollten ungefähr eine Woche auf der ISS verbringen, die Rückkehr wurde aber wegen schlechtem Wetter im Landegebiet mehrfach verschoben und erfolgte am 25. April 2022.

## Sonstiges
Stibbe ist der zweite Raumfahrer Israels. Er war befreundet mit Ilan Ramon, dem ersten Raumfahrer Israels, der 2003 beim Absturz des Space Shuttles Columbia, Mission STS-107, ums Leben kam.